# Leiodontium gracile
Leiodontium gracile är en bladmossart som beskrevs av Brotherus 1929. Leiodontium gracile ingår i släktet Leiodontium och familjen Hypnaceae. Inga underarter finns listade i Catalogue of Life.